# Lobo (Batangas)
Lobo è una municipalità di quarta classe delle Filippine, situata nella Provincia di Batangas, nella Regione del Calabarzon.
Lobo è formata da 26 baranggay:
- Apar
- Balatbat
- Balibago
- Banalo
- Biga
- Bignay
- Calo
- Calumpit
- Fabrica
- Jaybanga
- Lagadlarin
- Mabilog Na Bundok
- Malabrigo

- Malalim Na Sanog
- Malapad Na Parang
- Masaguitsit
- Nagtalongtong
- Nagtoctoc
- Olo-olo
- Pinaghawanan
- Poblacion
- San Miguel
- San Nicolas
- Sawang
- Soloc
- Tayuman